# 이낙선
이낙선(李洛善, 1927년 ~ 1989년 7월 15일)은 본관은 예안(禮安)이며, 경북 안동 태생으로 국세청장, 건설부장관을 지낸 전 공무원이다.

## 학력
- 한국생명과학고등학교
- 육군포병학교
- 동아대학교 정치학 학사
- 경희대학교 정치대학원 석사

## 약력
- 국가재건최고회의 의장비서관
- 청와대 민정비서관
- 국세청장
- 건설부 장관
- 세대(현 월간조선) 발행인

| 전임 (초대) | 초대 국세청장 1966년 2월 28일 ~ 1969년 10월 21일 | 후임 오정근 |

| 전임 김정렴 | 제24대 상공부 장관 1969년 10월 20일 ~ 1973년 12월 2일 | 후임 장예준 |

| 전임 장예준 | 제10대 건설부 장관 1973년 12월 3일 ~ 1974년 9월 18일 | 후임 김재준 |